# الصادق الجريف
الصادق حسن موسى أحمد (1 يناير 1993 - ) الشهير باسم الصادق الجريف هو لاعب كرة قدم سوداني محترف، يلعب حالياً كمدافع مع نادي أهلي الخرطوم الذي ينافس في الدوري السوداني الممتاز، وكذلك مع منتخب السودان لكرة القدم. شارك مع الأخير في كأس الأمم الإفريقية 2021 وبطولة أمم إفريقيا للمحليين 2022.

## وصلات خارجية
- الصادق الجريف على موقع قاعدة بيانات كرة القدم.إي يو (الإنجليزية)
- الصادق الجريف على موقع ناشيونال فوتبول تيمز (الإنجليزية)
- الصادق الجريف على موقع Soccerway.com (الإنجليزية)
- الصادق الجريف على موقع عالم كرة القدم.نت (الإنجليزية)